# Nordeste (Açores)
Pour les articles homonymes, voir Nordeste.
Nordeste est une commune de l'île de São Miguel aux Açores.  La population est de 4 937 (2011) habitants.  La population du centre est de 1 341 habitants. Son nom signifie « Nord-Est » en portugais et la commune est située dans le coin nord-est de l'île.

## Routes
- Route de Ribeira Grande - Nordeste
- Route de Nordeste - Povoação

## Géographie
- Situation:
  - Latitude: 37.71667 (37°41') N
  - Longitude: 25.433 (25°26') O
- Altitude: 10 m (36 ft)

Nordeste a une école, un lycée, des banques, un petit port et des marchés (praça).
| Paroisse                     | Population | Superficie         | Densité  | Altitude     | Situation                            |
| ---------------------------- | ---------- | ------------------ | -------- | ------------ | ------------------------------------ |
| Achada                       | 436        | 11.19 km²/1,119 ha | 45/km²   | 116 m        | 37 N 25 W                            |
| Achadinha                    | 535        | 13.86 km²1 386 ha  | 40.5/km² | 84 m         | 37.85 (37°51') N 25.2833 (25°17') W  |
| Algarvia                     | 290        | -                  | -        | 212 m        | 37.85 (37°51') N 25.233 (25°14') W   |
| Lomba da Fazenda             | 844        | 14.83 km²/1,483 ha | 59.7/km² | -            | -                                    |
| Nordeste                     | 1 341      | 21.03 km²/2 103 ha | 65.8/km² | 179 m        | 37.833 (37°50') N 25.1667 (25°16') W |
| Salga                        | 488        | 8.55 km²/855 ha    | 64.3/km² | 1 m (centre) | 37.85 (37°51') N 25.3 (25°18') W     |
| Santana                      | 475        | 7.32 km²/732 ha    | 61.3/km² | -            | -                                    |
| Santo António de Nordestinho | 255        | -                  | -        | -            | -                                    |
| São Pedro de Nordestinho     | 273        | -                  | -        | 462 m        | 37.85 (37°51') N 25.2 (25°12') W     |

## Quartiers
| Quartier          | Situation                         | Altitude         |
| ----------------- | --------------------------------- | ---------------- |
| Lomba do Moio     | 37.8 (37°48') N, 25.133 (25°7') E | Océan atlantique |
| Lomba da Pedreira | 37.8 (37°48') N, 25.15 (25°9') W  | 15 m             |